# José María García Escudero
José María García Escudero (Madrid, 14 de desembre de 1916 - id., 8 de maig de 2002) va ser un polític, periodista, escriptor, militar, assagista e historiador del cinema, i jurista espanyol, conseller togat del Consell Suprem de Justícia Militar, per dues vegades director general de Cinematografia i Teatre durant la dictadura franquista i jutge especial per a la instrucció del sumari pel cop d'estat del 23-F.

## Biografia
En iniciar-se la Guerra Civil durant la seva formació universitària, va ser comissari polític d'una brigada anarquista, si bé aviat es va unir al bàndol revoltat, on va aconseguir el grau de alferes provisional. Finalitzat el conflicte es va doctorar en Dret, es va llicenciar en Ciències Polítiques i Econòmiques i es va formar en periodisme en l'acadèmia de El Debat. Va ser professor de Ciències Polítiques en la Universitat Central de Madrid.
En el terreny polític, durant un any (1951-1952) va ser director general de Cinematografia i Teatre, però va dimitir per desavinences sobre la censura. No obstant això, una vegada nomenat Manuel Fraga ministre, va tornar i va ocupar la direcció general durant sis anys (1962-1968). Se li atribueix haver facilitat l'aparició de l'anomenat Nou Cinema Espanyol en implantar un sistema més objectiu en les ajudes, establir un «codi de censura», al mateix temps que refonia els textos legals sobre el cinema, la qual cosa facilitava una major seguretat dels guionistes, directors i productors cinematogràfics respecte a què estava i no vetat, una ampliació dels pressupostos de l'anomenada Escola Nacional de Cinematografia i un impuls al cinema infantil.
En la seva faceta com a jurista, va ser notari i va aconseguir per oposició la plaça de lletrat de les Corts. Membre també del Cos Jurídic del Aíre, va aconseguir el grau de general auditor. Va ser designat conseller togat del Consell Suprem de Justícia Militar en 1977. Quan es va produir el fracassat cop d'estat del 23 de febrer de 1981, el govern del president Leopoldo Calvo-Sotelo el va nomenar jutge especial per a la instrucció del cas. En acabar el procediment, va tornar com a lletrat al Congrés dels Diputats.
En la seva faceta com a periodista i escriptor, va col·laborar habitualment en els diaris ABC, Ya i Arriba i va ser autor de nombroses obres entorn de la política, la història i el cinema, fonamentalment, a més d'una autobiografia.

## Obra

### Dret, història i política
- Política española y política de Balmes.
- Las libertades del aire y la soberanía de las naciones.
- De Cánovas a la República.
- La primera apertura (Diario de un director general).
- Los sacerdotes obreros y el catolicismo francés
- Los españoles de la conciliación.
- Historia política de las dos Españas
- El escándalo del cristianismo.
- El pensamiento de "El Debate". Un diario católico en la crisis de España (1931-1936).
- La España dividida
- Vista a la derecha.

### Cinema
- Una política para el cine español.
- Vamos a hablar de cine.
- Cine social.

### Autobiografia
- Mis siete vidas. De las brigadas anarquistas a juez del 23-F.

## Premis
Medalles del Cercle d'Escriptors Cinematogràfics
| Any  | Categoria              | Obra              |
| ---- | ---------------------- | ----------------- |
| 1953 | Millor labor literària | Articles a Arriba |
| 1958 | Millor llibre          | Cine social       |